# 해외금융계좌신고제도
해외금융계좌신고제도란 대한민국 납세자가 해외에 보유하고 있는 금융계좌를 국세청에 신고할 의무를 지우는 것이다. 한국 국세청은 납세자의 한국밖 해의소득을 검증할 방법이 없으므로 납세자에게 해외에 보유하고 있는 금융계좌의 내역
을 다음해 6월말까지 자신 신고하도록 하고 있으며 국세청은 이 자료를 과세근거로 삼겠다는 것이다..

## 같이 보기
- 해외금융계좌신고법 미국의 법